# Berta de Ataíde
Maria Helena Jervis de Atouguia e Almeida (Funchal, 16 de Setembro de 1847 - Lisboa, Maio de 1928), com o nome artístico de Berta de Ataíde, foi uma poetisa e benemérita portuguesa, natural da Ilha da Madeira.

## Biografia
Nasceu no Funchal, a 16 de setembro de 1847. Ficou órfã de pai aos nove anos. A mãe decide mudar-se para o Brasil, tendo a futura poetisa voltado à Madeira só trinta anos depois. No seu regresso à Ilha, intitulou a sua primeira composição saudosista "Num Dia Chuvoso".
Pertenceu a uma antiga e distinta família madeirense. Filha de Jacinto Alísio Jervis de Atouguia e de Maria Miquelina Trindade Jervis de Atouguia, teve uma educação primorosa e casou com Cristóvão Guilherme de Almeida, filho de Rodrigo Guilherme de Almeida e de D. Francisca Emília Pereira. Faleceu em Lisboa, em maio de 1928.
Dedicou-se, além da literatura, à caridade, à educação e ao tratamento das vítimas de tuberculose. Com forte vontade benemérita, impulsionou a criação de uma associação de socorros mútuos não governamental para o sexo feminino, a Associação de Proteção e Instrução do Sexo Feminino Funchalense, que teve, logo na sua origem, em 1876, efeitos positivos na educação escolar das crianças. Através dela instaurou o ensino profissional das protegidas e dos seus filhos, garantindo que as mães de crianças menores (de seis a nove anos) mandavam as filhas frequentar o ensino primário. As meninas que tivessem de nove a doze anos deviam fazer estudos na escola profissional da associação.

## Carreira

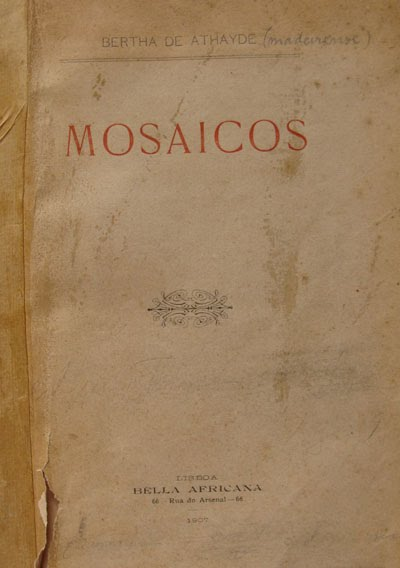
Capa Mosaicos, 1907

Em 1907, sob o pseudónimo Berta de Ataíde, publicou Mosaicos, um volume de 114 páginas que dedicou a D. Guilhermina de Araújo. Trata-se de uma coleção de poemas, cuja 2.ª edição foi prefaciada pelo escritor P.e Sena Freitas, em Lisboa, a 15 de março de 1907. As ilustrações da obra são da autoria da condessa de Alto Ameirim, Emília Labourdonay Gonçalves Roque, com quem Maria Helena Jervis de Atouguia e Almeida partilhava uma relação de amizade e de interesses sociais profundos, tendo em comum ações sociais e comunitárias. Empenhada em causas justas e sociais, Maria Helena desempenhou funções de secretária da direção central da comissão administrativa do Asilo de Mendicidade e Órfãos do Funchal (1847) e de vogal da Associação de Proteção e Instrução do Sexo Feminino Funchalense (1876).
No prefácio de Mosaicos, o P.e Sena Freitas, seu enorme admirador e amigo, afirmou: “Eu sei quais os preciosos quilates do seu espírito distintíssimo, eu que sei o que entra de ouro do melhor contraste na textura desse seu coração, onde Deus plantou com duas fundas raízes dois sentimentos irredutíveis, um de ódio e outro de amor, de ódio a tudo o que é baixo, torpe, eivado de malevolência, tarado de egoísmo e pelo contrario, de amor a tudo o que é elevado, nobre, ideal e humanitário, traduzindo-se pela compaixão, mas pela compaixão levada até à meiguice ansiedade dos corações das mães, eu sei perfeitamente qual o génesis e a razão de ser deste seu produto literário.”. Nas mesmas páginas, o P.e Sena louva ainda o talento literário da escritora, cujas “estrofes delicadas” foram “segredadas pela musa”.
Em 1917, algumas das suas composições foram publicadas em Poetisas Portuguesas. O autor Nuno Cardoso tece igualmente rasgados elogios à autora: “As impressões que recebeu esta distinta Senhora, ao tornar a ver a aldeia onde passara parte dos primeiros anos de sua mocidade, exprime-as numa linguagem simples e comovente na sua poesia intitulada Num dia chuvoso. Apesar de D. Maria Helena Jervis de Athouguia haver enviuvado e contratempos de vária natureza a terem afastado do convívio das Musas e dos estudos, que sempre foram o seu enlevo e a que com tanta meticulosidade e consciência se aplica, em 1909, apareceu a 2.ª edição do seu livro de versos, Mosaicos, prefaciado por Sena Freitas. O produto da venda desta obra que saiu sob o pseudónimo de Bertha de Athaide, destinava-se a socorrer tuberculosos pobres”. No mesmo comentário, anuncia que a 3.ª edição de Mosaicos, com poesias inéditas, sairia em breve. Berta de Ataíde revela uma escrita madura e sentida, que contribuiu  para a literatura insular no feminino, como atestam poemas como “A Lágrima” (“Lá no mundo dos mundos / Cada estrela que nasce / Caminha e resplandece, / Deixa candente o sulco / No pranto magoado / Dum astro que esmorece.”), ou “O Remeiro” (Nasci, criei-me nas ondas, / Por pátria só tenho mar, / Só conheço as harmonias / Das ondinas a cantar. / […] Eis a visão do meu sonho, / A terra e jardins que vi, / Mas não troco a minha pátria / Leito azul onde nasci.”

## Obras
- Mosaicos, Lisboa, Bella Africana, 1907.
- "Sublime perdão, junto à fonte de Juvêncio" in Almanach das Senhoras, 1913.
- "O meu pinheiro", in Almanach das Senhoras, 1914.